# Chang Hao (joueur de go)
Pour les articles homonymes, voir Chang Hao.
Chang Hao (常昊; pinyin: Cháng Hào), né le 7 novembre 1976, est un joueur de go professionnel.
Chang Hao est né à Shanghai, en Chine. Joueur de go professionnel 9e dan, il est le meilleur joueur chinois des années 1990, et l'un des meilleurs joueurs mondiaux. Il a gagné de nombreux titres, dont plusieurs internationaux. Il est connu pour être ami avec Lee Chang-ho, qu'il a battu lors de la 11e coupe Samsung en 2006.

## Titres
| Titre                  | Années            |
| ---------------------- | ----------------- |
| Titres nationaux       | 20                |
| Tianyuan               | 1997 - 2001       |
| Coupe NEC              | 1998, 2002, 2005  |
| Coupe Liguang          | 2001, 2004        |
| Coupe CCTV             | 1999              |
| Xinren Wang            | 1996              |
| National Go Individual | 1995              |
| Coupe Lebaishi         | 1998 - 2002       |
| Qisheng                | 1999              |
| Coupe Yongda           | 2002              |
| Titres internationaux  | 7                 |
| Tengen Chine-Japon     | 1997 - 1999, 2001 |
| Tengen Chine-Corée     | 2001              |
| Coupe Ing              | 2005              |
| Coupe Samsung          | 2006              |